# Sŏng Ch’an-gyŏng
Sŏng Ch’an-gyŏng (* 21. März 1930 in Yesan, Ch'ungch'ŏngnam-do; † 26. März 2013) war ein südkoreanischer Lyriker.

## Leben
Sŏng Ch'an-gyŏng wurde am 21. März 1930 in Yesan, Provinz Süd-Ch'ungch'ŏng geboren. Er machte 1964 seinen Abschluss in Anglistik an der Seoul National University. Er wirkte mit bei der Kompilation der Blütenlese der 1960er (60년대 사화집), an der auch Literaten wie Park Hŭi-jin (박희진|朴喜璡), Park Chae-sam (박재삼|朴在森), Park Sŏng-ryong (박성룡|朴成龍), Lee Sŏng-gyo (이성교|李姓敎), Lee Ch‘ang-dae (이창대|李昌大) und Kang Wi-sŏk (강위석|姜偉錫) mitarbeiteten. Er war außerdem als Professor an der Sungkyunkwan University tätig. 1956 debütierte er als Lyriker mit der Veröffentlichung seines Gedichts Miyŏl (미열).
Sŏng ist im wahrsten Sinne des Wortes ein moderner Poet. Er ist ein Meister der Metapher und seine Gedichte sind voller modernistischer Experimente sowohl in technischer Form wie auch inhaltlich. Zu den Personen, die Einfluss auf ihn hatten, zählen im Allgemeinen der britische Romantiker D. M. Thomas und die Lyriker der metaphysischen Schule.
Aufgrund seines Schreibstil, der raschen Folge und Dichte seiner Sprache sowie der Verwendung von größtenteils fremden Bildern wird seine Dichtung meist als schwer verständlich angesehen. Es ist jedoch keineswegs unmöglich seinen einzigartigen sprachlichen Stil wertzuschätzen. Er benutzt auf kühne Weise wissenschaftliche Ausdrücke wie „Ion“, „Elektronik“, „Aurora“ etc., altes Koreanisch, englische Wörter und Hanja, was durchaus überraschend und faszinierend sein kann und komplette Originalität garantiert.

## Arbeiten

### Koreanisch

#### Gedichtsammlungen
- 화형둔주곡(火刑遁走曲) Feuertod Elegie (1966)
- 벌레소리송(頌) Den Insektengesang anstimmen (1970)
- 시간음(時間吟) Die Stimme der Zeit (1982)
- 반투명 Halbdurchsichtig (1984)
- 영혼의 눈 육체의 눈 Die Augen der Seele, Die Augen des Körpers (1986)
- 황홀한 초록빛 Entzückendes Grün (1989)
- 소나무를 기림 Lobpreisung der Kiefer (1991)
- 묵극 Pantomime (1995)
- 나의 별아 너 지금 어디에 있니? Wo bist du, mein Stern? (2000)

## Auszeichnungen
- 1979 – 한국시인협회상 (Preis der koreanischen Dichtervereinigung)
- 1985 – 현대시학작품상(Preis für moderne Lyrik)
- 1991 – 빛과구원의문학상(Pit-gwa kuwŏn-ŭi Literaturpreis)
- 1996 – 월탄문학상(Wŏlt'an Literaturpreis)

Quelle: